# Saint-Loup-en-Champagne
Saint-Loup-en-Champagne è un comune francese di 252 abitanti situato nel dipartimento delle Ardenne nella regione del Grand Est.

## Società

### Evoluzione demografica
Abitanti censiti